# Кастанья, Освальд
Освальд Кастанья, также Освальд Кастан (эст. Osvald Kastanja / Kastan; 19 октября 1910, Кренгольм — 29 декабря 1993, Таллин) — эстонский футболист, нападающий. Играл за сборную Эстонии.

## Биография
Начал футбольную карьеру в родном городе в клубе «Выйтлея». C 1930 года со своим клубом принимал участие в турнире высшего дивизиона Эстонии, в 1930 году стал лучшим снайпером клуба (2 гола), в 1931 году — вторым бомбардиром чемпионата (4 гола). В 1932 году перешёл в столичный «Таллинна Ялгпалли Клуби», в котором выступал до присоединения Эстонии к СССР. Становился серебряным и бронзовым призёром чемпионата страны, обладателем и финалистом Кубка Эстонии. Третий бомбардир чемпионата Эстонии в 1932 году (8 голов), 1933 году (6 голов), лучший бомбардир чемпионата сезона 1938/39 (13 голов). Всего в независимых чемпионатах Эстонии забил 46 голов.
1 сентября 1931 года дебютировал за сборную Эстонии в матче против Латвии (3:1) в рамках Кубка Балтии и стал победителем этого турнира. Всего в 1931—1932 годах провёл 3 матча за сборную.
Во время Великой Отечественной войны был мобилизован в Красную Армию. Служил в 1-м Эстонском едином резервном стрелковом полку, базировавшемся в Свердловске. Участник футбольных матчей в Свердловске, а также в 1944 году в Эстонии между командой части подполковника Винкеля и таллинским «Динамо».
В 1945 году в составе команды 2-го стрелкового корпуса стал бронзовым призёром чемпионата Эстонской ССР.
Умер в 1993 году, похоронен на таллинском кладбище Рахумяэ.

## Достижения
- Серебряный призёр чемпионата Эстонии: 1938/39
- Бронзовый призёр чемпионата Эстонии: 1933, 1935
- Лучший бомбардир чемпионата Эстонии: 1938/39 (13 голов)
- Обладатель Кубка Эстонии: 1939
- Финалист Кубка Эстонии: 1938
- Победитель Кубка Балтии: 1931

## Личная жизнь
Родители — Юлиус Кастра (Кастан, 1884—?) и Алида Розалия (дев. Пийльберг, 1880—?). Супруга Ильзе Маргарета (дев. Левер, 1919—2003).